# Hôtel Alfred Sommier
El hotel Alfred Sommier es una antigua mansión privada parisina de mediados del siglo XIX, ubicado en el número 20 de la rue de l'Arcade, cerca de Place de la Madeleine, en el distrito 8.

## Orígenes
El “pequeño” Hôtel de Soubise (a diferencia del Hôtel de Soubise en el Marais, ahora Archivos Nacionales) fue construido originalmente en este sitio por Pierre Contant d'Ivry para el Mariscal de Soubise. Este último lo convirtió en su segundo hogar parisino. Fue actualizado en 1780 por el arquitecto Jacques Cellerier. El historiador Charles Lefeuve escribió: “El edificio es principesco, a pesar del pequeño tamaño de sus proporciones; el cuerpo del edificio al final del patio tiene cuatro columnas dóricas rematadas por un frontispicio esculpido con gusto y vigor”. El mariscal de Soubise murió allí en 1787 y le sucedieron las familias Castellane y Lubersac. Fue demolido en 1825 para la construcción de la rue de Castellane .
Pierre-Alexandre Sommier, refinador de azúcar, adquirió el terreno del antiguo Hôtel de Soubise e hizo construir allí dos edificios, con una mansión privada en la parte trasera y un edificio de apartamentos en la parte delantera, este con un patio interior y un jardín. Pierre-Alexandre Sommier vivía en el 22 de la rue de l'Arcade y su hijo Alfred en el 20.
Los trabajos de construcción fueron dirigidos por un gran arquitecto del Segundo Imperio, Joseph-Michel Le Soufaché, bajo la supervisión de Alfred Sommier. Comenzaron en 1858 y se completaron dos años después. Es de estilo Haussmann con inspiración del siglo XVIII y tiene muchos elementos de decoración de interiores.

## La familia Sommier
Alfred Sommier, refinador de azúcar, a quien su padre confió el negocio familiar desde los 18 años, vivió en el número 20 de la rue de l'Arcade entre 1860 y 1873 primero solo, luego con su esposa Jeanne de Barante, hija del barón Prosper-Claude. -Ignace-Constant Brugière de Barante.
Su hijo Edme Sommier nació allí en 1873 y se casó en 1902, con Germaine Casimir-Périer, hija de Jean Casimir-Périer, uno de los presidentes de la III República.
En 1875, Alfred Sommier adquirió el castillo de Vaux-le-Vicomte y llevó a cabo allí una restauración excepcional.

## Transformación
Este sigue siendo propiedad de los descendientes de Sommier, y uno de ellos, Richard de Warren de Rosanbo, llevó a cabo la transformación de la mansión en un hotel de cinco estrellas y lo dirige desde julio de 2018, devolviendo a la vida el hogar ancestral.